# Смоленськ (монітор)
«Смоле́нськ» — радянський річковий монітор, трофейний польський монітор «Краків» (пол. ORP Kraków) (тип «Краків», головний серії з двох одиниць), один з найвідоміших та найбільш ефективних у бойових діях кораблів Пінської військової флотилії.

## Конструкція та будівництво

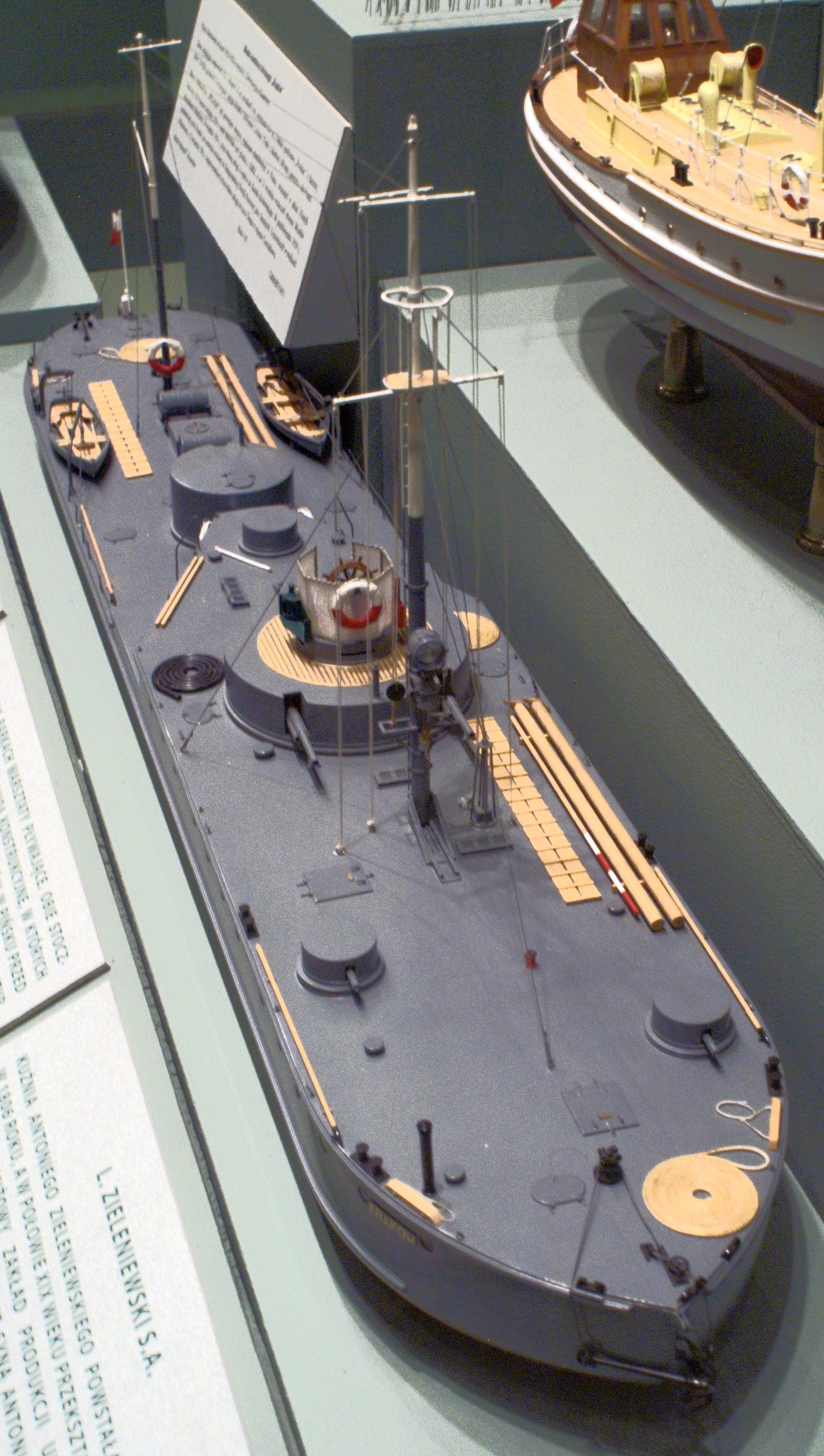
Модель монітора «Краків» на 1926 рік зверху-спереду

В 1923 році Морський департамент Польщі заказав будівництво двох моніторів «Краків» та «Вільно» фірми «Зеленевський-Спілка Акційна» у Кракові. Монітори назвали типом «Краків». Їх вартість становила 557.000 злотих.
Кораблі цього проекту мали початково водотоннажність 70,3 тонн, довжину 35 метрів, ширину 6 метрів, осадку 0,65 метра. Бронювання — від 5 до 8 мм. Бортова 6-мм броня спускалася на 200 мм нижче ватерлінії, а палуба мала 5-мм броню. Чотири 60-ти сильних 6-циліндрових двигуна, облаштовані водяними охолоджувальними насосами, по два екземпляра на кожний монітор, виготовлено у Варшаві на заводі «Товариство фабрик моторів „Перкун“». Вони забезпечували максимальну швидкість 13,89 км/год. 2 гвинта у тунелях могли ефективно діяти і на мілинах. Нормальний запас палива 1,6 тонни, найбільший — 3,5 тонни. Дальність ходи — 558 миль (або 72 години).
У кормовій частині корпус зрізали на висоту всього 30 см від ватерлінії — отже висота надводного борта у носовій частині становила 2 м, а на кормі лише 0,3 м. Башти розташовувалися одна за одною — носова на підвищенні, з рубкою у центрі, могла вести вогонь всій окружності (щоглу для цього зробили складну), а кормова знижено, тому могла вести вогонь лише у кормовому секторі близько 270 градусів. Носова башта з круговим сектором обстрілу, розташована на невеличкому корпусі річкового судна, була оригінальним технічним рішенням.
Перед підбаштовим відділенням було розташовано приміщення для команди корабля на 24 особи. Ближче до корми малася каюта для командира, радіорубка, каюта для офіцерів та душ. Всі члени екіпажу мали окремі койки, додатково була можливість розташування ще 12 осіб. У цілому клепаний корпус був поділений на 7 відсіків з водонепроникними перебірками. Електрообладнання прийшло з Німеччини. Генератор постійного струму потужністю 14 кВт запускався двотактним двигуном «Лех». Пожежний насос та трюмна помпа мали електропривід. Існувало два машинних телеграфа та переговорні труби між машинним відділенням та рубкою.
31 жовтня 1926 року монітор, що отримав назву «Краків», зарахували до складу Пінської флотилії ВМС Польщі.

## Випробування та модернізації
Ходові випробування, які організували на річці Вісла під Краковом, показали максимальну швидкість 13,5 км/год. (замість 15 км/год. за контрактом). На стадії будівництва корпус перевантажили, що підвищило водотоннажність на 4 тонни. У 30-ті роки монітори типу «Краків» пройшли модернізацію. 75-мм гармати замінили 100-м гаубицями, це збільшило водотоннажність до 90 тонн, а осадку — до 0,5 метра. Збільшилася дальність ходи (93 години). Це переоблаштування коштувало 145.000 злотих. В 1939 році на даху рубки встановили спарений 13,2-мм кулемет системи Гочкіса. Екіпаж збільшили до 40 осіб. Також на 1938-39 роки планувалося замінити двигуни на більш потужні, встановити далекомір, прилад для управління артилерійським вогнем та 40-мм зенітні гармати «Бофорс». Але початок Другої світової війни не дав це зробити.

## Історія служби
Монітор був затоплений своїм екіпажем на річці Піна 21 вересня 1939 року, коли до цього району наблизилася Червона Армія. У кінці жовтня корабля підняли та відправили на буксирі до майстерень до Пінська для ремонту. Корабель отримав нову назву — «Смоленськ».
Початок Великої Вітчизняної війни «Смоленськ» (командир — старший лейтенант Н. Ф. Пецух) зустрів у складі дивізіону моніторів Пінської військової флотилії (ПВФ) у Пінську. Через кілька годин корабель отримав наказ з декількома іншими кораблями флотилії вийти до Бреста по Дніпровсько-Бузькому каналу. Але вже 24 червня він повернувся у Пінськ через падіння води у каналі, бо шлюзи були відкриті, та їх ніхто не охороняв. 28 червня корабель відійшов до містечка Лунинець, а 12 липня — до району Річиця для підтримки контрудару 21-ї армії. 26 липня «Смоленськ» разом з трьома бронекатерами типу Д знищив переправу німецьких військ через річку Березіна, що знаходилася у 12 кілометрах від лінії фронту. На шляху назад, неподалік села Шатілки, німецька артилерія пошкодила монітор (10 влучень 37-мм снарядів) та потопила один бронекатер № 205 типу Д. Внаслідок цього загинуло вісім моряків та десять поранено. Лівий двигун вийшов із строю. 28 липня монітор прибув до Києва на ремонт.
Вже 7 серпня він увійшов до складу Київського загону річкових кораблів (ЗРК) ПВФ для дій на річці Дніпро на флангах Київського укріпленого району. 8 серпня командиром монітора став старший лейтенант Б. А. Юшин (командир загиблого монітора «Вінниця»), а Н. Ф. Пецух отримав вищу посаду. 14 — 22 серпня монітор «Смоленськ» непомітно займав позицію в одній з несудноплавних проток Дніпра напроти села Віта-Литовська, вів вогонь та змусив замовчати одну важку артилерійську батарею німців. А ворог у цей час, не знаючи точного місце знаходження корабля, даремно бомбардував сусідній острів. З іншого боку командувач артилерії німецької 95-ї піхотної дивізії, що діяла на даному відтинку фронта, не підтверджує факт вдалої боротьби радянської сторони із своїми важкими батареями.
Під час здійснення переходу з метою знищення ворожої переправи через Дніпро «Смоленськ» потрапив 25 серпня біля села Сухолуччя під удар німецької авіації та отримав пошкодження від близьких вибухів. 26 — 27 серпня, коли ворог вийшов до міста Остер на річці Десна, монітор знову отримав незначні пошкодження. 2 вересня корабель по Десні дійшов до міста Чернігів, де надавав артилерійську підтримку відступаючим військам 5-ї армії Південно-Західного фронту. 9 вересня командиром монітора став старший лейтенант Семенов Ф. К. (командир загиблого монітора «Бобруйськ»). Невдовзі «Смоленськ» потрапив у оточення та був підірваний власним екіпажем 15 вересня 1941 року кілька кілометрів південніше Чернігова
За результатами обстеження стану корпусу монітора «Смоленськ», проведеного в ході експедиції від 17 жовтня 2014 року, членами громадської організації «Київське військово-історичне товариство» в Ладинському затоні річки Десна, було встановлено:
```
     1. Глибина Ладинського затону в районі затоплення монітора «Смоленськ» не перевищує 1,5 м, що дало можливість провести детальне обстеження стану останків корпусу корабля. 
     2. Монітор «Смоленськ» знаходиться в напівзатопленому стані в положенні носом на північний схід в кінці затону з координатами: 51° 28'32
 північної широти і 31° 09'9
 східної довготи.
     3. Носова частина і частина корпусу корабля близько до місця мидель-шпангоуту, довжиною 17 м, засипаній ґрунтом (земля з піском), друга половина корпусу знаходиться у воді і сильно замулена.
     4. Верхня палуба монітору по всьому периметру відсутня, збереглися лише окремі її фрагменти в кормовій частині.
     5. Кормова частина монітору, довжиною близько 6 м,  відірвана, внаслідок вибуху паливних цистерн. Частково вона спостерігається у вигляді виступаючих з води окремих частин металу.
     6. Корпус монітору в районі машинного відділення сильно зруйнований. Частина лівого борту і верхньої палуби, розміром близько 2.5 х 2,0 м, відкинута силою вибуху, на відстань 5 м і виступає над водою.
     7. При дослідженні відсіку машинного відділення і допоміжних механізмів, проглядалися фундаменти двигунів і нагромадження сильно пошкодженого обладнання і окремих деталей.
     8. Бортові листи корпусу в носовій частині, приблизно до ватерлінії відсутні, а в середній частині і кормі сильно пошкоджені і деформовані.
     9. Набір корпусу корабля частково зберігся. Поздовжні перегородки всередині корпусу сильно пошкоджені, внаслідок корозії металу. Видимі поперечні перегородки між відсіками і частина шпангоутів проглядаються і знаходяться в задовільному стані.
     10. Добре проглядається, практично неушкоджений, зубчастий вінець погона кормової артилерійської башти.
     11. Носова башта головного калібру відсутня, хоча зубчастий погон також знаходиться в цілісному стані. Є припущення про наявність частини 122-мм боєзапасу головного калібру.
     12. Лінії валів і їх окремі частини спостерігаються.
     13. Навколо корпусу спостерігається велике скупчення фрагментів понівеченого металу, частин механізмів монітору.
     14. Частина боєзапасу монітору, а конкретно 45-мм і 122-мм снаряди розкидані навколо корпусу корабля в радіусі, приблизно, 150 м. Всі ці вибухонебезпечні предмети становлять небезпеку при вилученні їх на поверхню для утилізації.
     15. Засипаний ґрунтом і замулений, корпус корабля знаходиться в стані консервації і будь-які спроби розкопок, для його огляду, можуть привести, до великої корозії металу і великим подальшим руйнуванням.
     16. По проекту підйому монітора, необхідно це робити повністю і в короткі терміни, для подальшого консервування металевих частин корпусу.
      Також в ході проведених експедицій в 2010–2014 роках, було виявлено і піднято ряд важливих артефактів з корабля. Всі знайдені речі були зібрані для зберігання в місцевому шкільному музеї Ладинської загальноосвітньої школи I-II ступенів, яка носить з 2011 року найменування «Імені героїв Пінської військової флотилії».
```